# Sicilská kuchyně

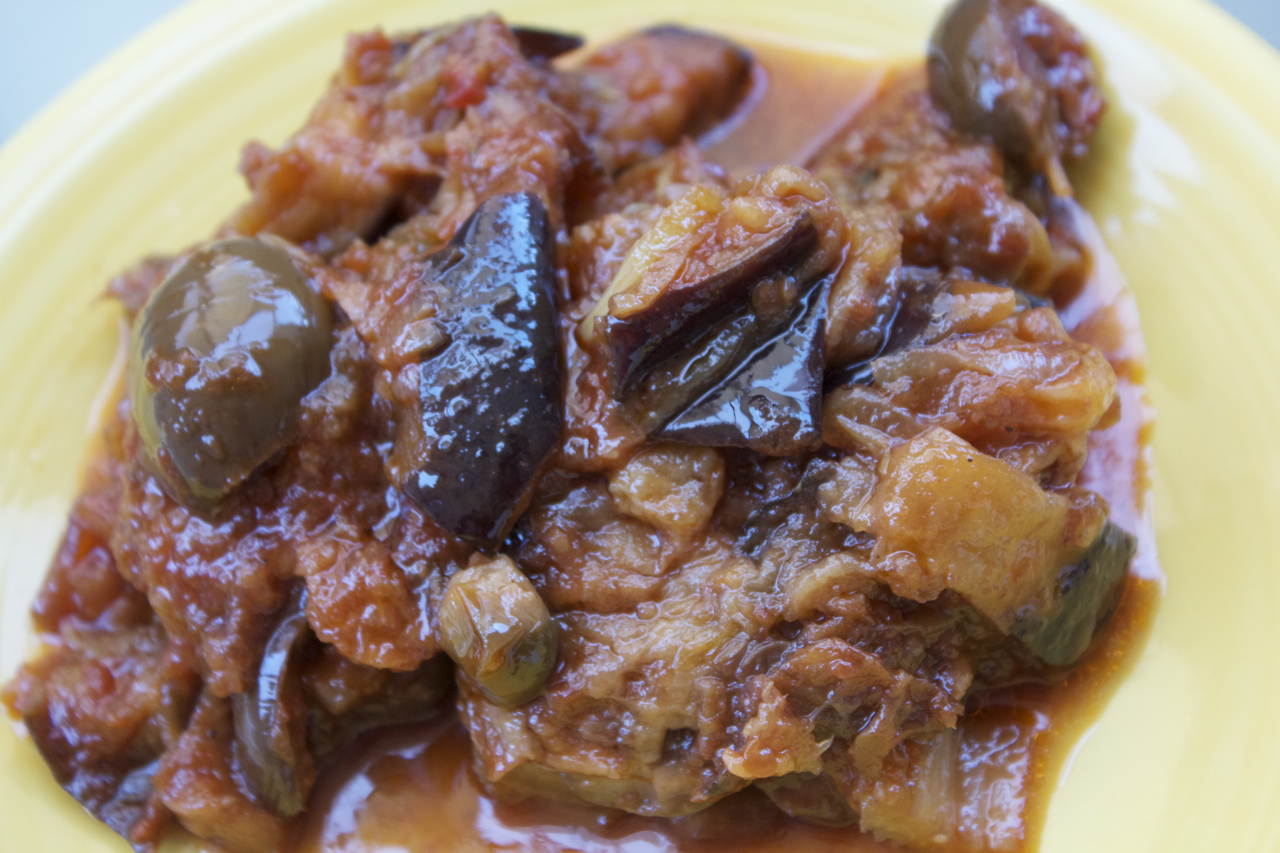
Caponata

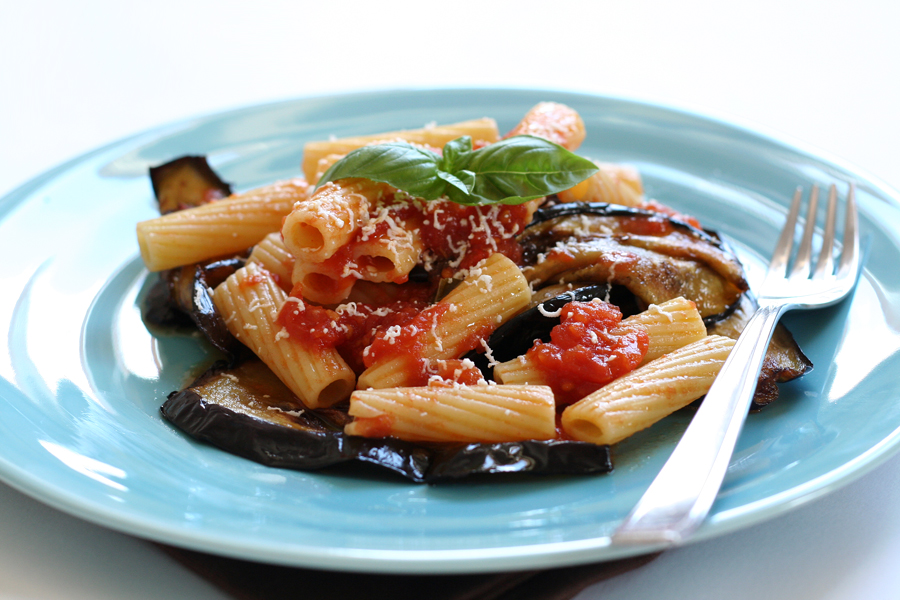
Pasta alla Norma

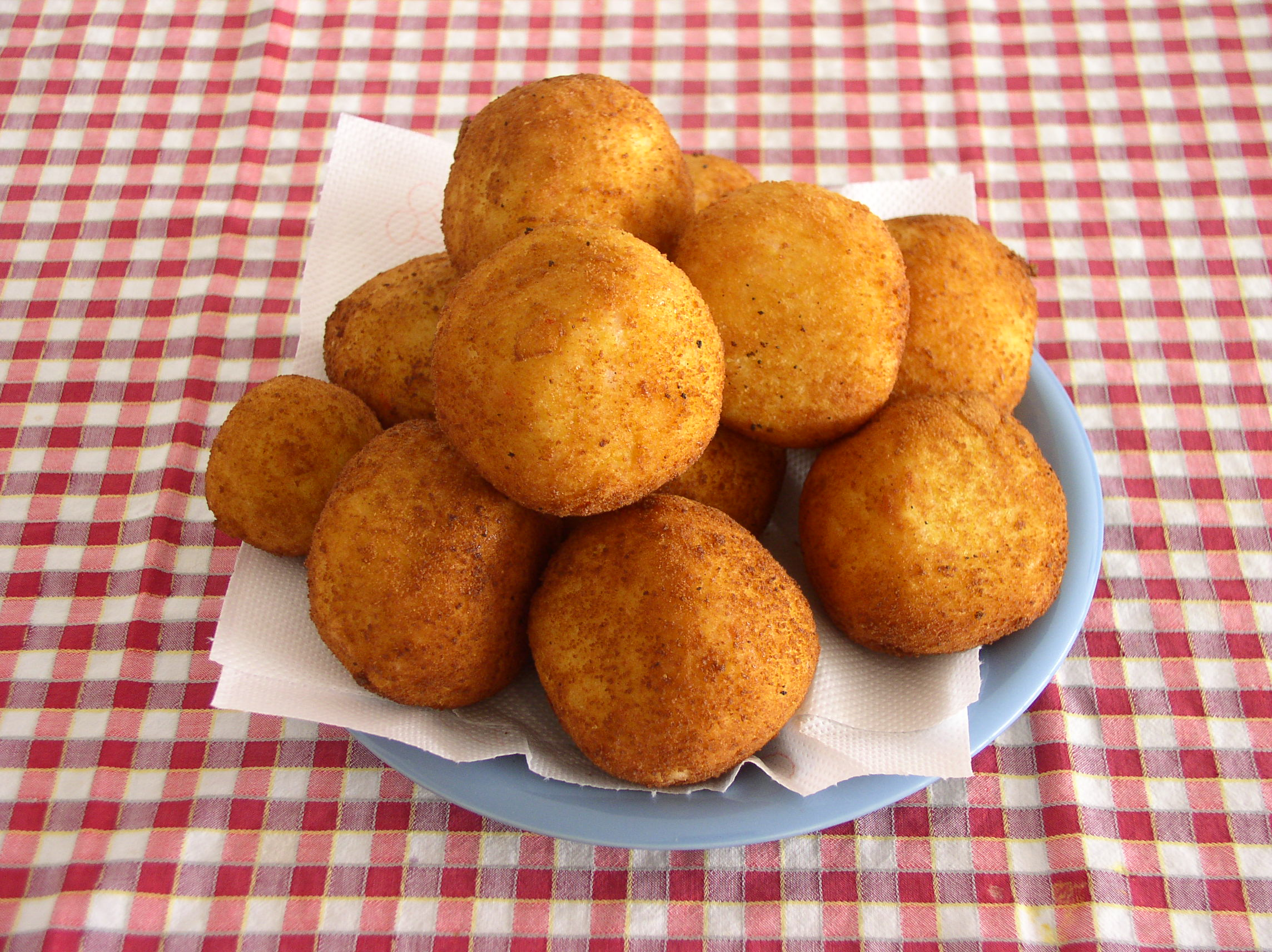
Arancini

Sicilská kuchyně (sicilsky a italsky: Cucina siciliana) vychází z tradiční italské kuchyně, byla ale ovlivněna také řeckou, španělskou, francouzskou a arabskou kuchyní.

## Příklady sicilských pokrmů
- Caponata, pokrm z lilku, celeru a kapar ve sladkokyselé omáčce
- Sfincione, sicilská pizza
- Maccu, polévka z bobů
- Marcipánové ovoce
- Rybí polévka[1]
- Kuskus
- Spaghetti ai ricci, špagety s ježovkami
- Pasta con le sarde, těstoviny se sardinkami
- Pasta alla Norma, těstoviny s rajčaty a lilkem, typické pro Katánii
- Cassata, dort se sýrem ricotta, potažený marcipánem
- Granita, mražený dezert podobný sorbetu
- Arancini, smažené rýžové koule obalené ve strouhance

## Příklady sicilských nápojů
- Rozšířeno je vinařství
- Limoncello, likér z citronové kůry